# CH-47 치누크
보잉 CH-47 치누크(Boeing CH-47 Chinook)는 미국의 보잉 로터크래프트 시스템이 생산 중인 탠덤 로터 헬리콥터(tandem rotor helicopter)이다. 치누크(Chinook)란 별칭은 북미 인디언 부족의 이름에서 유래했다. CH-47 헬리콥터는 출시된 지 50년이 지난 현재까지 1,100여대가 생산되어 미국은 물론 대한민국을 포함한 미국의 우방국에서 운용 중이며 이외에도 미국의 우방국이 아닌 국가에서도 운용한 사례가 있다. 베트남은 공산화 이후, 미군이 남베트남에 공여한 기체 중 남은 것들을 사용하기도 했다. 중국은 민용항공총국이 1개월간 시범운용한 적이 있다.

## 사건 사고
2001년 5월 29일, 대한민국 육군 항공작전사령부소속의 CH-47치누크가 올림픽대교 주탑 꼭대기에 조형물을 설치하던 도중 추락한 사고가 발생했다.
사고기는 서울특별시의 요청으로 올림픽대교 주탑 꼭대기에 88올림픽을 기념하는 횃불 모양의 조형물을 설치하는 작업을 하던 중이었고 작업 전 올림픽대교의 교통이 양방향 통제된 상태였다. 그런데 사고 당시 바람이 거세게 불어서 조형물을 내려놓기가 쉽지 않았고 상승과 하강을 반복하던 중 헬기의 메인 로터가 조형물에 부딪혀서 중심을 잃고 떨어졌다. 추락 과정에서 기체는 두동강났고 탑승자 3명은 모두 현장에서 순직했다.
시신은 2001년 5월 31일 국군수도병원에서 영결식을 마치고 국립대전현충원에 안치되었다.

## 개발
미 육군이 운용 중이던 CH-34, CH-37 수송헬기를 대체하기 위해, 1956년부터 수송 능력이 확대된 신형 수송헬기사업을 착수, 치열한 경쟁 끝에 1958년 6월에 개발 업체로 보잉사를 선정하였으며, 이후 보잉사는 시제기인 모델(Model) 107을 제작, YHC-1A라는 제식명칭을 부여한 미 육군에서 각종 시험 평가에 들어갔으나, 이 과정에서 부족한 수송능력이 제기됨에 따라, 1959년 3월 보잉사는 동체가 확대된 모델 114를 미 육군에 제안 채택되었고 YHC-1B로 명명된 시제기가 1961년 9월에 첫 비행에 성공하였다.
이후 2,200 마력의 엔진을 장착한 양산형 HC-1B는 변화된 미군의 항공기 명칭 체계에 따라, CH-47A로 개칭되어 1962년 8월부터 미 육군에 인도가 시작되었으며, 개발 초기 모델 107은, 이후 미 해군과 해병대의 CH-46 씨 나이트(Sea Knight) 수송헬기로 발전하였다.
베트남전 당시 최초로 실전에 투입된 CH-47 헬기는 병력 수송 및 보급지원에 주로 사용된 이후 다양한 전장을 거치면서 지속적으로 개량을 거듭하였다.
1982년 등장한 CH-47D는 엔진을 3,750마력의 T55-L-712 터보 샤프트 엔진으로 교체하고, 복합 소재의 메인 로터를 채택한 덕분에 성능이 향상되어 초기형 CH-47 헬기에 비해 2배에 달하는 최대이륙중량을 갖게 되었다.
2006년에는 CH-47D의 성능을 업그레이드(Upgrade)한 CH-47F 헬기가 등장했다. 2007년 7월부터 미 육군에 배치된 CH-47F 헬기는 통합된 디지털 조종 체계와 공통형 항공 전자 구조 체계를 채택했다.
보잉사 관계자들은 지속적인 신기술의 추가가 이뤄진다면, CH-47 헬기가 100년 넘게 운용되는 기종이 될 수 있을 것으로 예상하고 있다.

## 형태
CH-47 헬기는 테일 로터(tail rotor)가 없는 대신 동체 앞뒤에 각 3엽의 텐덤 로터(tandem rotor)를 각기 반대방향으로 돌려서 기체의 회전 토크(torque, 물체를 회전시키는 힘)를 서로 상쇄시킨다. 로터끼리의 충돌을 방지하고 전방로터에서 발생한 후류(wake)의 영향을 최소화하기 위해 후방 로터는 전방보다 더 높은 위치에 장착된다.
탠덤 로터 방식은 로터를 전,후나 혹은 좌우로 배치 서로 반대 방향으로 회전시켜서 기체를 안정화시킨다.

## 장점
CH-47 헬기는 탠덤 로터(Tandem rotor) 방식으로 일반 헬기에 비해 무게중심의 이동 범위가 크고, 전후 로터 사이의 어디에 화물을 위치시키더라도 평행유지가 가능하다는 장점을 가지고 있다.
고출력의 터보 샤프트 엔진(Turbo-shaft engine) 2기를 장착한 CH-47 헬기는, 특히 중량이 무거운 화물의 공중 수송에 적합하다는 평가를 받고 있다. CH-47 헬기는 큰 박스형 동체로 인해 33명의 완전 무장한 병력을 수송할 수 있으며, 험비(HMMWV) 2대를 기내에 실을 수도 있다.
기체 내부에 수용이 불가능한 대형 화물(155mm 견인포나 F-15 전투기)도 후크(Hook)를 이용해 외부에 매달고 운반할 수 있다.

### 특수작전 운용
힘 좋고 항속거리까지 길었던 CH-47 헬기는 물 위에도 내릴 수 있어, 특수부대의 침투 수단으로 매우 유용하여 1980년대 중반부터 몇몇 CH-47 헬기를 특수전용으로 개조된 것이 MH-47E 헬기이다.
1991년 개발된 MH-47E 헬기는 항속거리 연장을 위해 공중급유용 프로브(Probe)를 장착했고, 동체 좌우에 설치된 연료탱크의 크기도 대폭 커졌으며, 저공 비행이 가능하도록 지형 추적 및 회피용 레이다, 정밀항법체계와 통신장비 및 각종 생존 장비들이 장착되어 주야간 전천후 작전이 가능하며, 미 육군 제160 특수전 항공연대에 배치, 운용되고 있고, 성능이 더욱 향상된 MH-47G 헬기가 생산되고 있다.

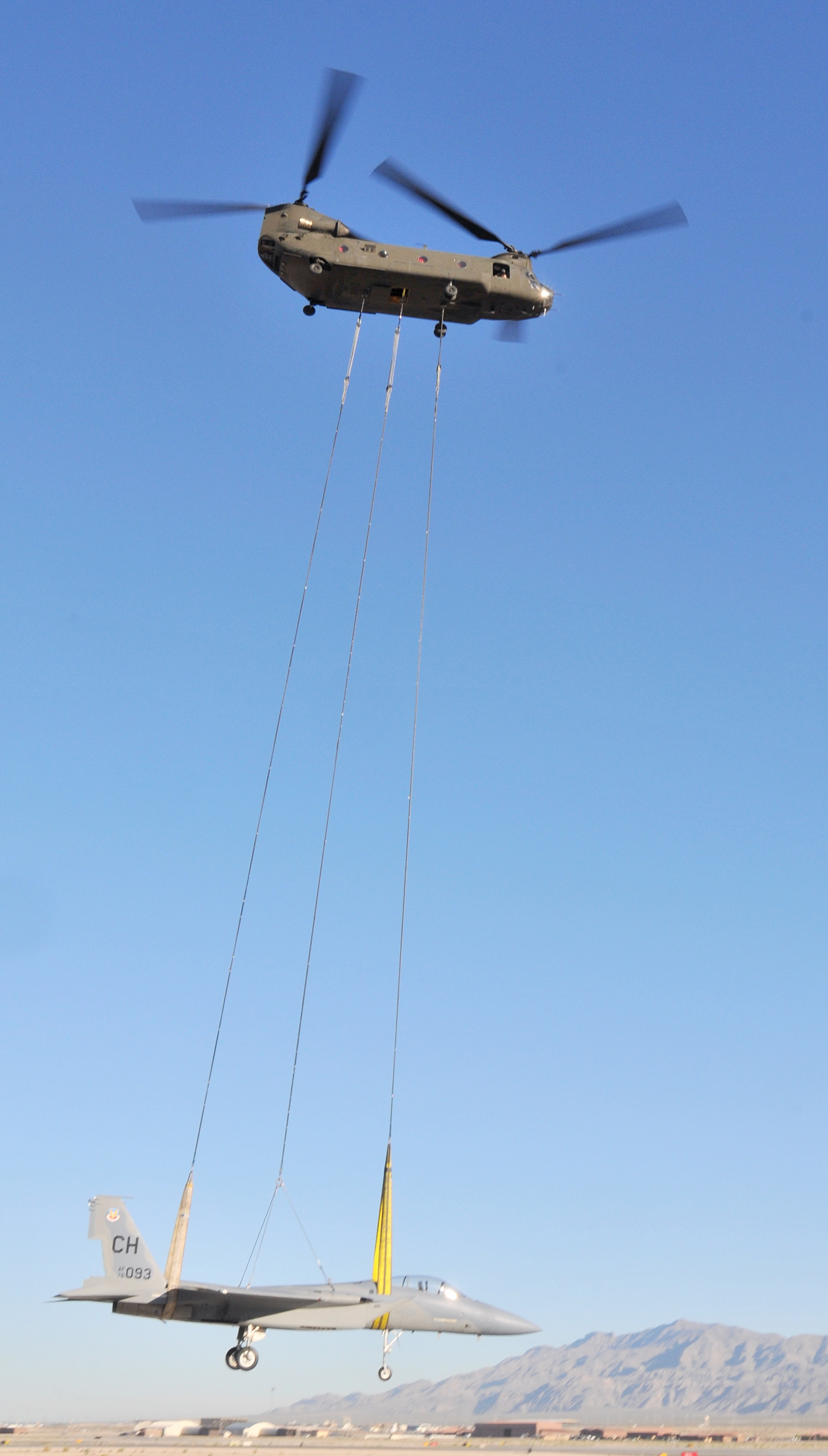
CH-47 치누크로 F-15A 지상 훈련기를 수송하고 있다.

### 최신형 CH-47F
치누크의 가장 최신형인 CH-47F는 미 육군을 비롯하여 세계 각국에서 활용되고 있는 첨단 다목적 헬리콥터이다. CH-47F가 지닌 완벽한 통합 디지털 조종 시스템, 일반 항공전자 구조 시스템, 첨단 화물 처리 능력은 치누크의 장점을 잘 보여주는 부분이다.
최신형인 CH-47F 치누크 헬리콥터는 현재 미 육군, 미 예비군, 미 국가방위군, 해외 주둔 병력들이 사용하고 있다.
주한미군에서도 CH-47F와 MH-47G를 운용하고 있다.

## 같이 보기
- 제17항공여단 (미국)
- CH-46 시나이트
- 밀 Mi-26
- 시코르스키 CH-53 시 스탤리온